# Pasquale Panella
Pasquale Panella (né à Rome le 12 janvier 1950) est un parolier, dramaturge, poète et romancier italien. Il utilise parfois les noms de plume Duchesca et Vanera .

## Publications
Romans et Nouvelles
- La corazzata, Roma, Minimum fax, 1997.  (ISBN 88-86568-29-0).
- Oggetto d'amore, Roma, Minimum fax, 1998.  (ISBN 88-86568-52-5).
- Il Voce, Roma, SPedizioni, 2020.  (ISBN 979-12-80095-01-5).
- La Terza Palla, Roma, SPedizioni, 2020.  (ISBN 979-12-80095-05-3).
- Primo Foglio, Roma, SPedizioni, 2021.  (ISBN 979-12-80095-09-1).
- Secondo Foglio, Roma, SPedizioni, 2021.  (ISBN 979-12-80095-11-4).
- Terzo Foglio, Roma, SPedizioni, 2022.  (ISBN 979-12-80095-18-3).
- Quarto Foglio, Roma, SPedizioni, 2022.  (ISBN 979-12-80095-20-6).
- Romanzo in corso, Roma, SPedizioni, 2024.  (ISBN 979-12-80095-43-5).

Poèmes
- Stupido Terremoto, Roma, Librauser, 1997; Roma, SPedizioni, 2022.
- Poema bianco, Roma, IriEd, 2008; Torino, Miraggi Edizioni, 2017.  (ISBN 978-88-99815-54-7); Roma, SPedizioni, 2017.  (ISBN 978-88-941517-3-2)[4].
- Mistrà, Roma, SPedizioni, 2020.  (ISBN 978-88-941517-8-7).
- Mi chiamo Arianna, Roma, SPedizioni, 2021.  (ISBN 979-12-80095-14-5)[5].
- Naso e più, Roma, SPedizioni, 2022.  (ISBN 979-12-80095-16-9)[6].